# 臨月 (中島みゆきのアルバム)
『臨月』（りんげつ）は、1981年3月5日に発表された中島みゆきの8作目のオリジナルアルバムである。
「あわせ鏡」「友情」「夜曲」の3曲は、当時何かと比較されることが多かったユーミンの夫である松任谷正隆が編曲を担当している。

## 記録
1981年の年間ヒットチャート第7位にランクインされ、同年の第23回日本レコード大賞の'81アルバムベスト10に選ばれた。

## 再発盤
1982年にキャニオン・レコードよりCD化されており、現行盤のCDは2018年にヤマハ・ミュージック・コミュニケーションズから再発売されたもの（デジタルリマスタリングされた）。
2011年、Tom Baker at Precision Mastering (Los Angeles) により新たにデジタルリマスタリングされたCDがクリスタルディスクにて発売された（規格品番：YMPCD-10017）。
また、デジタルリマスタリングされたCDは、2012年10月25日より8枚組のBOXセット『中島みゆきBOX　私の声が聞こえますか〜臨月』にて通信販売限定にて発売された。
このアルバムのポニーキャニオン盤は既に廃盤となっているが、2021年現在でも、このアルバムを含んだ通販限定CDボックスは、ポニーキャニオンショッピングクラブにて販売中である。

## 収録曲

### LPレコード
| 全作詞・作曲: 中島みゆき。 |                                |            |            |            |      |
| #                          | タイトル                       | 作詞       | 作曲・編曲 | 編曲       | 時間 |
| 1.                         | 「あした天気になれ」           | 中島みゆき | 中島みゆき | 星勝       | 3:19 |
| 2.                         | 「あなたが海を見ているうちに」 | 中島みゆき | 中島みゆき | 安田裕美   | 5:42 |
| 3.                         | 「あわせ鏡」                   | 中島みゆき | 中島みゆき | 松任谷正隆 | 5:13 |
| 4.                         | 「ひとり上手」                 | 中島みゆき | 中島みゆき | 萩田光雄   | 4:12 |
| 5.                         | 「雪」                         | 中島みゆき | 中島みゆき | 萩田光雄   | 4:55 |
| 合計時間:                  | 合計時間:                      | 合計時間:  | 23:21      |            |      |

| 全作詞・作曲: 中島みゆき。 |              |            |            |            |      |
| #                          | タイトル     | 作詞       | 作曲・編曲 | 編曲       | 時間 |
| 1.                         | 「バス通り」 | 中島みゆき | 中島みゆき | 萩田光雄   | 4:18 |
| 2.                         | 「友情」     | 中島みゆき | 中島みゆき | 松任谷正隆 | 6:56 |
| 3.                         | 「成人世代」 | 中島みゆき | 中島みゆき | 星勝       | 4:06 |
| 4.                         | 「夜曲」     | 中島みゆき | 中島みゆき | 松任谷正隆 | 6:48 |
| 合計時間:                  | 合計時間:    | 合計時間:  | 22:08      |            |      |

### CD
| 全作詞・作曲: 中島みゆき。 |                                |            |            |            |      |
| #                          | タイトル                       | 作詞       | 作曲・編曲 | 編曲       | 時間 |
| 1.                         | 「あした天気になれ」           | 中島みゆき | 中島みゆき | 星勝       | 3:19 |
| 2.                         | 「あなたが海を見ているうちに」 | 中島みゆき | 中島みゆき | 安田裕美   | 5:42 |
| 3.                         | 「あわせ鏡」                   | 中島みゆき | 中島みゆき | 松任谷正隆 | 5:13 |
| 4.                         | 「ひとり上手」                 | 中島みゆき | 中島みゆき | 萩田光雄   | 4:12 |
| 5.                         | 「雪」                         | 中島みゆき | 中島みゆき | 萩田光雄   | 4:55 |
| 6.                         | 「バス通り」                   | 中島みゆき | 中島みゆき | 萩田光雄   | 4:18 |
| 7.                         | 「友情」                       | 中島みゆき | 中島みゆき | 松任谷正隆 | 6:56 |
| 8.                         | 「成人世代」                   | 中島みゆき | 中島みゆき | 星勝       | 4:06 |
| 9.                         | 「夜曲」                       | 中島みゆき | 中島みゆき | 松任谷正隆 | 6:48 |
| 合計時間:                  | 合計時間:                      | 合計時間:  | 45:29      |            |      |

## 楽曲解説
1. あした天気になれ
  - アルバムリリース後に、すぐシングルカットされた。
  - 柏原芳恵がアルバム『春なのに』でカバー。
2. あなたが海を見ているうちに
  - 中島の楽曲としては珍しく、歌詞に車名（フェアレディ）が登場する。
3. あわせ鏡
  - のちにアルバム『いまのきもち』にてセルフカバー。
4. ひとり上手
  - ミックス違いのアルバムバージョンで収録。
5. 雪
  - 亡き父親の事を歌った曲である。
6. バス通り
7. 友情
8. 成人世代
9. 夜曲

## 演奏者
- Vocal：中島みゆき

| あした天気になれ - Drums：上原裕 - Bass：秋元良一 - Guitar：椎名和夫 - A.Guitar：安田裕美 - Keyboards：中西康晴・小林泉美 - Percussions：菅原由紀 あなたが海を見ているうちに - A.Guitar：安田裕美 - Keyboards：田代マキ あわせ鏡 - Drums：渡嘉敷祐一 - Bass：高水健司 - Guitar：鈴木茂 - Keyboards：松任谷正隆 - Percussions：浜口茂外也 ひとり上手 - Drums：林立夫 - Bass：後藤次利 - Guitar：松原正樹 - Keyboards：田代マキ - Percussions：斉藤ノブ 雪 - Keyboards：富樫春生 | バス通り - Drums：島村英二 - Bass：長岡道夫 - Guitar：矢島賢 - Keyboards：富樫春生 - Percussions：浜口茂外也 友情 - Drums：渡嘉敷祐一 - Bass：高水健司 - Guitar：尾崎孝 - Keyboards：松任谷正隆 - Percussions：浜口茂外也 成人世代 - Drums：上原裕 - Bass：秋元良一 - Guitar：椎名和夫 - A.Guitar：安田裕美 - Keyboards：小林泉美 - Percussions：菅原由紀 夜曲 - Drums：林立夫 - Bass：後藤次利 - Guitar：松原正樹 - Keyboards：中西康晴・松任谷正隆 - Percussions：斉藤ノブ |